# Mrzović
Mrzović – wieś w Chorwacji, w żupanii osijecko-barańskiej, w gminie Semeljci. W 2011 roku liczyła 603 mieszkańców.